# René Fasel
René Fasel, född den 6 februari 1950 i Fribourg, Schweiz, är en schweizisk ishockeyledare. Mellan 1994 och 2021 var han ordförande i Internationella ishockeyförbundet, IIHF.
René Fasel började sin hockeykarriär i som spelare i Fribourg-Gottéron 1960 och blev ishockeydomare 1972. Fasel blev ordförande för Schweiz ishockeyförbund 1985. 1994 valdes Fasel till ordförande i IIHF. Senast han blev omvald var 2012. 2008 blev Fasel vintersportsrepresentant i Internationella olympiska kommitténs styrelse. Den 22 september 2021 ersattes han som ordförande för Internationella ishockeyförbundet av Luc Tardif.
René Fasel är utbildad tandläkare.